# Modena Football Club 1928-1929
Questa voce raccoglie le informazioni riguardanti il Modena Football Club nelle competizioni ufficiali della stagione 1928-1929.

## Stagione
Nella stagione 1928-1929 il Modena disputa il girone A del campionato di Divisione Nazionale. Raccoglie 35 punti nel torneo, concluso al sesto posto, consentendo la qualificazione dei canarini al torneo di Serie A 1929-1930, primo campionato di massima serie a girone unico. Vi accedono le prime otto classificate dei due gironi. Per cogliere l'obiettivo di entrare nelle prime otto e partecipare alla prossima Serie A, il Modena ha confermato il tecnico danubiano Jozsef Ging con il quale ottiene 14 vittorie e 7 pareggi, a fronte di 9 sconfitte, le ultime due a qualificazione raggiunta. Miglior realizzatore modenese di stagione il carpigiano Alfredo Mazzoni che ha firmato 13 reti. Il girone A è stato vinto dai campioni d'Italia in carica del Torino con 48 punti, davanti al Milan secondo con 42 punti. Poi nelle tre finali giocate, lo scudetto viene vinto per la seconda volta dal Bologna che riesce a superare i granata, i rossoblù emiliani nel campionato hanno vinto il girone B.

Una formazione del Modena 1928-1929

## Divise
| Prima divisa |

## Rosa
| N. |                   | Ruolo | Calciatore              |
| -- | ----------------- | ----- | ----------------------- |
|    | Italia (bandiera) | P     | Alessandro Bonetti      |
|    | Italia (bandiera) | P     | Giuseppe Bertuzzi       |
|    | Italia (bandiera) | P     | Alessandro Dobrillovich |
|    | Italia (bandiera) | D     | Fausto Boni             |
|    | Italia (bandiera) | D     | Zorè Sabbadini          |
|    | Italia (bandiera) | C     | Pio Roberto Alice       |
|    | Italia (bandiera) | C     | Gino Ansaloni           |
|    | Italia (bandiera) | C     | Cesare Breviglieri      |
|    | Italia (bandiera) | C     | Afro De Pietri          |
|    | Italia (bandiera) | C     | Bruno Dugoni            |
|    | Italia (bandiera) | C     | Aldo Pedrazzi           |

| N. |                   | Ruolo | Calciatore             |
| -- | ----------------- | ----- | ---------------------- |
|    | Italia (bandiera) | C     | Giorgio Tedeschini     |
|    | Italia (bandiera) | A     | Aldo Aimi              |
|    | Italia (bandiera) | A     | Piero Bottaro          |
|    | Italia (bandiera) | A     | Antonio Carnevali      |
|    | Italia (bandiera) | A     | Giuseppe Carlo Ferrari |
|    | Italia (bandiera) | A     | Cesare Franchini       |
|    | Italia (bandiera) | A     | Mario Gardini          |
|    | Italia (bandiera) | A     | Lidio Manzotti         |
|    | Italia (bandiera) | A     | Alfredo Mazzoni        |
|    | Italia (bandiera) | A     | Stefano Oxilia         |
|    | Italia (bandiera) | A     | Angelo Piccaluga       |

## Risultati

### Divisione Nazionale - girone A

#### Girone di andata
| Arbitro: | Bruna (Venezia) |

|                             |           |                                     |
| R. Costantino 44’ Lella 48’ | Marcatori | 27’, 86’ Li. Manzotti 66’ Piccaluga |

| Arbitro: | Asei Conte (Vercelli) |

|                                                   |           |              |
| A. Mazzoni 8’ Bottaro 17’, 51’, 56’ Piccaluga 35’ | Marcatori | 63’ Vecchina |

| Bergamo 21 ottobre 1928 3ª giornata | Atalanta       | 0 – 0 | Modena | Campo della Clementina\| Arbitro: \| Lenti (Genova) \| |
| Arbitro:                            | Lenti (Genova) |       |        |                                                        |

| Arbitro: | Turbiani (Ferrara) |

|               |           |                                                    |
| Piccaluga 23’ | Marcatori | 27’ Vezzani 59’, 74’ G. Rossetti 75’, 89’ Franzoni |

| Arbitro: | Lenti (Genova) |

|                                  |           |             |
| A. Gregar 13’, 42’ V. Crosta 61’ | Marcatori | 26’ Gardini |

| Arbitro: | Bruna (Venezia) |

|                                              |           |  |
| Aimi 11’ Piccaluga 12’, 80’ Li. Manzotti 51’ | Marcatori |  |

| Cornigliano 18 novembre 1928 7ª giornata | La Dominante   | 0 – 0 | Modena | Stadio del Littorio\| Arbitro: \| Osti (Ferrara) \| |
| Arbitro:                                 | Osti (Ferrara) |       |        |                                                     |

| Arbitro: | Bonello (Venezia) |

|                                                   |           |                            |
| A. Mazzoni 18’ Gardini 52’ Aimi 69’ Carnevali 86’ | Marcatori | 16’ Budini 90+1’ Ostromann |

| Arbitro: | Lenti (Genova) |

|                                                        |           |  |
| Fasanelli 20’, 50’ Volk 28’, 30’ Bernardini 58’ (rig.) | Marcatori |  |

| Arbitro: | Turriti (Firenze) |

|               |           |               |
| Piccaluga 74’ | Marcatori | 57’ Marchetti |

| Arbitro: | Asei Conte (Vercelli) |

|              |           |                |
| Torriani 30’ | Marcatori | 69’ A. Mazzoni |

| Arbitro: | Bruna (Venezia) |

|                   |           |                                      |
| Corsetti 20’, 79’ | Marcatori | 46’ (aut.) Bosio 48’, 50’ A. Mazzoni |

| Arbitro: | Lenti (Genova) |

|  |           |                                        |
|  | Marcatori | 5’ Carnevali 74’ Bottaro 77’ Piccaluga |

| Arbitro: | Guarnieri (Milano) |

|                                                                |           |              |
| Bottaro 1’, 43’ Carnevali 12’ Oxilia 40’ A. Bandini 58’ (aut.) | Marcatori | 88’ Palandri |

| Arbitro: | Carraro (Padova) |

|               |           |               |
| Piccaluga 28’ | Marcatori | 9’ G. Ferrari |

#### Girone di ritorno
| Arbitro: | Bellini (Padova) |

|                           |           |              |
| Bottaro 31’ Piccaluga 84’ | Marcatori | 60’ Corengia |

| Arbitro: | Turbiani (Ferrara) |

|                |           |                                   |
| Gamba 43’, 70’ | Marcatori | 14’ Carnevali 42’, 75’ A. Mazzoni |

| Arbitro: | Scarpi (Dolo) |

|                                              |           |  |
| Tedeschini 51’ Carnevali 65’, 67’ Dugoni 89’ | Marcatori |  |

| Arbitro: | Lenti (Genova) |

|                                                   |           |             |
| Libonatti 23’ F. Monti 39’ (rig.) G. Rossetti 88’ | Marcatori | 77’ Bottaro |

| Arbitro: | Bruna (Venezia) |

|               |           |               |
| Carnevali 82’ | Marcatori | 21’ Bonivento |

| Arbitro: | Pessato (Monfalcone) |

|                                                        |           |                     |
| Migliavacca 14’, 83’ Zanni 52’ Orcesi 54’ Demarchi 71’ | Marcatori | 60’, 79’ A. Mazzoni |

| Arbitro: | Bonello (Venezia) |

|             |           |  |
| Bottaro 16’ | Marcatori |  |

| Arbitro: | Bruna (Venezia) |

|                          |           |             |
| Castellani 43’, 55’, 80’ | Marcatori | 73’ Bottaro |

| Arbitro: | U. Gama (Milano) |

|                          |           |          |
| A. Mazzoni 16’, 32’, 42’ | Marcatori | 23’ Volk |

| Arbitro: | Giorgi (Milano) |

|                                                      |           |                              |
| Ravetta 20’ Mariani 45’ Marchetti 72’ Meneghetti 82’ | Marcatori | 41’ Li. Manzotti 55’ Gardini |

| Arbitro: | Turbiani (Ferrara) |

|                                    |           |  |
| Piccaluga 1’, 38’ Li. Manzotti 17’ | Marcatori |  |

| Modena 26 maggio 1929 27ª giornata | Modena         | 0 – 0 | Prato | Campo di Viale Fontanelli\| Arbitro: \| Giulini (Lodi) \| |
| Arbitro:                           | Giulini (Lodi) |       |       |                                                           |

| Arbitro: | Bruna (Venezia) |

|                                                     |           |                    |
| Li. Manzotti 4’ A. Mazzoni 36’ (rig.) Carnevali 88’ | Marcatori | 19’, 43’ It. Rossi |

| Arbitro: | A. Gama (Milano) |

|                           |           |  |
| Magnozzi 48’ Palandri 60’ | Marcatori |  |

| Arbitro: | Bonello (Venezia) |

|                                     |           |                  |
| G. Ferrari 12’ R. Cattaneo 21’, 80’ | Marcatori | 79’ Li. Manzotti |

## Statistiche

### Statistiche di squadra
| Competizione        | Punti | Totale | Totale | Totale | Totale | Totale | Totale |
| Competizione        | Punti | G      | V      | N      | P      | Gf     | Gs     |
| ------------------- | ----- | ------ | ------ | ------ | ------ | ------ | ------ |
| Divisione Nazionale | 35    | 30     | 14     | 7      | 9      | 59     | 51     |
| Totale              | 35    | 30     | 14     | 7      | 9      | 59     | 51     |